# Centimorgan
De centimorgan (cM) is de eenheid van genetische recombinatiefrequentie.
Er zijn twee mogelijke manieren om de morgan (= 100 cM) op te definiëren:
1. De morgan kan opgevat worden als een kans: een recombinatiefrequentie van 0 M duidt dan op een kans van 0% dat er een crossing-over gebeurt tussen twee genen op één chromosoom. Een recombinatiefrequentie van 1 M duidt dan op een kans van 1 = 100% dat er tussen de twee genen een crossing-over zal plaatsvinden.
2. De morgan kan ook worden opgevat als een afstandsmaat tussen twee genen op één chromosoom: een recombinatiefrequentie van 0 M duidt er dan op dat de afstand tussen twee genen minimaal is. Met andere woorden, de twee genen zijn hetzelfde gen (en de kans dat er een crossing-over tussen zal plaatsvinden is dus 0%); een recombinatiefrequentie van 1 M duidt er dan op dat de twee genen zich op een maximale afstand van elkaar bevinden. Met andere woorden, ze bevinden zich elk aan de andere kant van het chromosoom (en de kans dat er een crossing-over tussen zal gebeuren is dus 100%).

Omdat de morgan een zeer grote eenheid is (alle mogelijke waarden bevinden zich tussen 0 M en 1 M), wordt vaak de centimorgan (cM) gebruikt. 1 cM komt dan overeen met een recombinatiefrequentie van 1%.
Alle genen op één chromosoom worden genummerd: zij krijgen een locus toegewezen. Deze locus duidt op de afstand (in cM) tot het eerste gen op het chromosoom of de recombinatiefrequentie (in cM) met betrekking tot het eerste gen. De waarde dezer loci bevindt zich dus altijd tussen 0 en 100.
Wenst men de recombinatiefrequentie te berekenen tussen twee genen dan past men de volgende formule toe:
- {\displaystyle P=|L_{1}-L_{2}|cM={\frac {|L_{1}-L_{2}|}{100}}M}

De morgan werd genoemd naar de geneticus Thomas Hunt Morgan, door zijn leerling Alfred Henry Sturtevant.